# Edifício Madame Albertina Holz
Edifício Madame Albertina Holz é um casarão histórico construída no ano de 1919, localizado no município de Baixo Guandu, no interior do estado do Espírito Santo.

## História
Localizado no município de Baixo Guandu, no interior do estado do Espírito Santo, o Edifício Madame Albertina Holz é um exemplar arquitetônico do início do século XX no estado. Erguido no ano de 1919, o contexto político da cidade ainda era outro, anterior a fundação da cidade. Baixo Guandu, só teve sua autonomia política e fundação concebida no ano de 1935, anteriormente à emancipação, a cidade era um distrito pertencente a cidade de Colatina.
Com esse contexto social e político, o casarão foi erguido - em território hoje convencionado em chamar de Baixo Guandu - possuindo dez cômodos, todos com acabamento de madeira de lei. O imóvel possui cento e oitenta e oito metros quadrados, e possui elementos arquitetônicos ecléticos, com forte influência do neoclassicismo.
Estando localizado em frente à ferrovia local, o casarão foi um importante comercial da cidade, funcionando em seu pavimento inferior um estabelecimento comercial pertencente ao casal de emigrantes alemães Alberto Holz e Albertina Holz. Dada a influência comercial, a família Holz tornou-se uma família tradicional do município.

### Tombamento
No ano de 2006, o imóvel passou pelo processo de tombamento junto com a prefeitura municipal de Baixo Guandu, através da lei nº 2362/2006, no plano diretor da cidade, durante a gestão do prefeito Lastênio Cardoso (PPS).

## Atualidade
Apesar do tombamento de 2005, o imóvel encontra-se em estado de deterioração e desuso. No ano seguinte ao tombamento, ainda na gestão de Lastênio, o imóvel foi adquirido pela prefeitura pelo valor de oitenta mil reais, visando converter o espaço em um museu e biblioteca.
Devido as intempéries e série de vandalismos sofridos pela instituição, o imóvel vem apresentando rápida degradação e longe de dialogar com boas práticas de gestão do patrimônio tombado.